# Homoneura henanensis
Homoneura henanensis är en tvåvingeart som beskrevs av Yang, Zhu och Hu 1999. Homoneura henanensis ingår i släktet Homoneura och familjen lövflugor.
Artens utbredningsområde är Henan (Kina). Inga underarter finns listade i Catalogue of Life.